# جون ستيفنسون (ممثل)
جون ستيفنسون (بالإنجليزية: John Stephenson) هو ممثل أمريكي، ولد في 9 أغسطس 1923 بكينوشا في الولايات المتحدة، وتوفي في 15 مايو 2015 بلوس أنجلوس في الولايات المتحدة.

## أعمال

### أفلام
- (1960) سبارتاكوس[6][7]
- (1973) شبكة تشارلوت[8]

### مسلسلات
- بونانزا
- فلينستون
- توب كات
- مغامرات سكوبي دو

## وصلات خارجية
- جون ستيفنسون على موقع IMDb (الإنجليزية)
- جون ستيفنسون على موقع ألو سيني (الفرنسية)
- جون ستيفنسون على موقع تيرنر كلاسيك موفيز (الإنجليزية)
- جون ستيفنسون على موقع أول موفي (الإنجليزية)
- جون ستيفنسون على موقع قاعدة بيانات الأفلام السويدية (السويدية)
- جون ستيفنسون على موقع ديسكوغز (الإنجليزية)
- جون ستيفنسون على موقع قاعدة بيانات الفيلم (الإنجليزية)
- جون ستيفنسون على موقع كينوبويسك (الروسية)